# 小行星49501
小行星49501（49501 Basso）是一颗绕太阳运转的小行星，为主小行星带小行星。该小行星于1999年2月13日发现。
該小行星以義大利律師、發現者詹盧卡·馬西的朋友安東內拉·巴索（Antonella Basso）命名。

## 轨道参数
小行星49501的轨道半长轴为3.0871859 UA，离心率为0.150。